# Afrodromia sinuosa
Afrodromia sinuosa är en tvåvingeart som beskrevs av Smith 1969. Afrodromia sinuosa ingår i släktet Afrodromia och familjen dansflugor. Inga underarter finns listade i Catalogue of Life.